# Гаврилівська сільська рада (Барвінківський район)
Гаври́лівська сільська́ ра́да — адміністративно-територіальна одиниця та орган місцевого самоврядування в Барвінківському районі Харківської області. Адміністративний центр — село Гаврилівка.

## Загальні відомості
- Гаврилівська сільська рада утворена в 1923 році.
- Територія ради: 143,741 км²
- Населення ради: 3 301 особа (станом на 2001 рік)

## Населені пункти
Сільській раді були підпорядковані населені пункти:
- с. Гаврилівка
- с. Африканівка
- с. Богданове
- с. Іванівка
- с. Ковалівка
- с. Котівка
- с. Малинівка
- с. Новобогданове
- с. Пригоже
- с. Степове
- с. Червона Зоря

## Склад ради
Рада складалася з 20 депутатів та голови.
- Голова ради: Мірошниченко Сергій Вікторович
- Секретар ради: Шеховцова Катерина Іванівна

### Керівний склад попередніх скликань
| Прізвище, ім'я, по батькові | Основні відомості                                                         | Дата обрання | Дата звільнення |
| --------------------------- | ------------------------------------------------------------------------- | ------------ | --------------- |
| Потапенко Тетяна Іванівна   | Сільський голова, 1960 року народження, освіта вища, член Партії регіонів | 26.03.2006   | 31.10.2010      |
| Потапенко Тетяна Іванівна   | Сільський голова, 1960 року народження, освіта вища, член Партії регіонів | 31.10.2010   |                 |

Примітка: таблиця складена за даними сайту Верховної Ради України

### Депутати
За результатами місцевих виборів 2010 року депутатами ради стали:

#### За суб'єктами висування
| Суб'єкт висування           | Кількість обраних депутатів | %  |
| --------------------------- | --------------------------- | -- |
| Партія регіонів             | 16                          | 80 |
| Комуністична партія України | 4                           | 20 |

#### За округами
| № округу                    | Прізвище, ім'я, по батькові      | Дата визнання обраним | Освіта             | Партійна приналежність            | Відомості про обраного депутата                                         |
| --------------------------- | -------------------------------- | --------------------- | ------------------ | --------------------------------- | ----------------------------------------------------------------------- |
| Комуністична партія України |                                  |                       |                    |                                   |                                                                         |
| 3                           | Свердло Ольга Миколаївна         | 02.11.2010            | середня спеціальна | член Комуністичної партії України | Барвінківський райавтодор, лаборант                                     |
| 6                           | Резуненко Тетяна Іванівна        | 02.11.2010            | середня            | позапартійна                      | приватний підприємець                                                   |
| 12                          | Кудрявцев Сергій Анатолійович    | 02.11.2010            | вища               | позапартійний                     | тимчасово не працює                                                     |
| 20                          | Сердюк Володимир Анатолійович    | 02.11.2010            | середня            | позапартійний                     | тимчасово не працює                                                     |
| Партія регіонів             |                                  |                       |                    |                                   |                                                                         |
| 1                           | Ромашкіна Тетяна Миколаївна      | 02.11.2010            | вища               | член Партії регіонів              | Гаврилівська загальноосвітня школа I-III ст., вчитель                   |
| 2                           | Запотична Ірина Володимирівна    | 02.11.2010            | середня спеціальна | член Партії регіонів              | пенсіонер                                                               |
| 4                           | Потапенко Артем Володимирович    | 02.11.2010            | вища               | член Партії регіонів              | тимчасово не працює                                                     |
| 5                           | Гончарова Олена Олександрівна    | 02.11.2010            | вища               | член Партії регіонів              | Гаврилівська загальноосвітня школа I-III ст., вчитель                   |
| 7                           | Костянецька Маргарита Михайлівна | 02.11.2010            | вища               | член Партії регіонів              | Котовська загальноосвітня школа І-ІІ ст., директор                      |
| 8                           | Потапенко Володимир Миколайович  | 02.11.2010            | середня            | член Партії регіонів              | тимчасово не працює                                                     |
| 9                           | Тоічкін Олександр Іванович       | 02.11.2010            | вища               | позапартійний                     | пенсіонер                                                               |
| 10                          | Струцька Олена Анатоліївна       | 02.11.2010            | вища               | позапартійна                      | Барвінківськаветлікарня, завідувачка                                    |
| 11                          | Кудрявцева Тетяна Вікторівна     | 02.11.2010            | середня спеціальна | член Партії регіонів              | Пригожівський фельдшерсько-акушерський пункт, завідувачка               |
| 13                          | Ткаченко Олександр Миколайович   | 02.11.2010            | вища               | позапартійний                     | Барвінківський відділ Вовчанської сортодослідницької станції, начальник |
| 14                          | Шеховцова Катерина Іванівна      | 02.11.2010            | вища               | член Партії регіонів              | Гаврилівськасільська рада, бухгалтер                                    |
| 15                          | Теличко Сергій Володимирович     | 02.11.2010            | середня спеціальна | позапартійний                     | тимчасово не працює                                                     |
| 16                          | Спірідонова Світлана Іванівна    | 02.11.2010            | середня спеціальна | член Партії регіонів              | Африканівський дошкільний навчальний заклад № 3, завідувачка            |
| 17                          | Чех Олександр Антонович          | 02.11.2010            | середня спеціальна | позапартійний                     | тимчасово не працює                                                     |
| 18                          | Непрін Ольга Володимирівна       | 02.11.2010            | вища               | член Партії регіонів              | Африканівська загальноосвітня школа I-III ст., вчитель                  |
| 19                          | Осьмуха Лілія Євгенівна          | 02.11.2010            | середня спеціальна | позапартійна                      | тимчасово не працює                                                     |